# Departamento de Energia dos Estados Unidos

Selo do DOE

O Departamento de Energia dos Estados Unidos da América (United States Department of Energy ou DOE em inglês) é um departamento do governo dos Estados Unidos da América responsável pela política de energia e segurança nuclear. Isto inclui o programa de armas nucleares, produção de reatores para a Marinha, conservação de energia, pesquisa no campo energético, administração de rejeitos nucleares e produção de energia domiciliar. 
O "DOE" também direciona pesquisa em genômica; O projeto do genoma humano se originou em uma iniciativa do DOE.
O "DOE" também patrocina mais pesquisa científica básica e aplicada do que qualquer outra agência federal estadunidense, a maior parte da qual patrocinada pela rede de Energy National Laboratories do departamento.